# Still Woozy
Sven Eric Gamsky, plus connu sous son nom de scène Still Woozy, né le 23 juin 1992, est un auteur-compositeur-interprète américain originaire de Moraga, en Californie,. Il commence à enregistrer sa propre musique à l'âge de 13 ans.
NME décrit son style comme étant de la « pop psychédélique de chambre à coucher », tandis qu'IQ le considère comme une « transgression de genre ».

## Jeunesse
Sven Gamsky est né le 23 juin 1992 à Oakland, en Californie, et a grandi à Moraga, en Californie, dans la région de la baie de San Francisco. Il est le plus jeune des trois fils nés du Dr Tom et de Berit (Fuglsang) Gamsky, et a deux frères aînés, Nate et Sam. Sven commence à jouer de la guitare au collège.
Tous les frères Gamsky sont devenus Eagle Scouts. Sven faisait partie de la troupe de scouts Moraga Boy Scout Troop 212, dans laquelle son projet de service pour devenir Eagle Scout impliquait la rénovation d'un jardin à l'école élémentaire Donald L. Rheem à Moraga. En 2010, le East Bay Times rapporte qu'après avoir obtenu le titre d'Eagle Scout, « Sven prévoyait de voyager et de faire du bénévolat après le lycée, et éventuellement d'étudier la psychologie à l'université. »
Sven Gamsky fréquente le lycée Campolindo à Moraga, en Californie. Il obtient son diplôme en 2010. Au lycée, il jouait de la guitare et de la basse dans le groupe « Shoot for Roots ». Au début de leur dernière année, « Shoot for Roots » remporte un concours Battle of the Bands organisé par le Lamorinda Teen Center. Ils étaient initialement arrivés à égalité avec un groupe appelé IceBox Business du lycée rival, Miramonte High School, mais les fans du lycée Campolindo ont rompu l'égalité en acclamant plus fort le groupe de Gamsky, avec un enregistrement de 116 décibels.
Après le lycée, Gamsky gagne de l'argent en enseignant la guitare dans la région d'Oakland et en jouant avec le groupe Feed Me Jack dans des clubs de jazz, des festivals et des salles d'orchestre. Plus tard, alors qu'il fréquentait l'Université de Californie à Santa Cruz, il rencontre l'artiste Legwurk Tani Kahn qui jouerait plus tard en première partie ainsi qu'à la guitare, à la basse et aux claviers lors de ses concerts, à la fois avant Covid  et pendant sa tournée If This Isn't Nice, I Don't Know What Is de 2022. Il obtient son diplôme en 2015, avec une spécialisation en musique, avec une spécialisation en guitare classique, et une mineure en musique électronique.

## Carrière

### 2011–2016:Feed Me Jack
De 2011 à 2016, Gamsky faisait partie du groupe de rock alternatif / math rock appelé Feed Me Jack. Gamsky rencontre les autres membres du groupe lors de sa première année à l'Université de Californie à Santa Cruz. Le groupe sort quatre albums. En 2016, le groupe s'est séparé, en bons termes, afin que les membres puissent poursuivre individuellement leur carrière dans la musique.

### 2019–présent:Still Woozy
En 2017, Gamsky sort son premier single, "Vacation", sous le nom de scène Still Woozy. Âgé de 25 ans à l'époque, Gamsky déclare qu'il a choisi ce nom en raison de sa nature espiègle. Sa chanson « Cooks » est présentée dans le film Netflix de 2018 The After Party.
En 2019, Gamsky est parti en tournée, notamment dans de nombreux États américains de la côte ouest et dans les États du Midwest. Il joue également dans certains endroits au Canada et aux Pays-Bas. Une tournée de 2020, qui aurait dû comporter 31 représentations débutant en mai et se terminant en septembre, est reportée en raison de la pandémie de COVID-19. La même année, son single « Window » a été présenté dans FIFA 21.
Le 13 août 2021, il sort son premier album If This Isn't Nice, I Don't Know What Is. Il s'agit de son premier album studio, comprenant les singles « Window », « Rocky », « That's Life » et « Get Down », qui étaient sortis avant l'album.
En juin 2021, Still Woozy annonce sa tournée If This Isn't Nice, I Don't Know What Is . Cette tournée comprend 54 représentations aux États-Unis, au Royaume-Uni et en Australie. La liste des chansons de cette tournée comprenait la majorité des chansons de son premier album de 2021 du même nom, ainsi que certains de ses tubes les plus populaires. La tournée comprenait deux ouvreurs ou « invités spéciaux » en alternance, Loveleo et Wallice.
En 2022, les 15 et 22 avril, Still Woozy s'est produit à Coachella à l'Empire Polo Club à Indio, en Californie . Plus tard dans l'année, il aide à produire la chanson « Too Late » sur l'album SOS de SZA.
Still Woozy collabore avec Remi Wolf sur la chanson "Pool", qui est sortie en single et également accompagnée d'un clip vidéo en 2022. En décembre 2023, il sort une chanson originale, "Anyone But You", dérivée du film du même nom avec Sydney Sweeney et Glen Powell.
En 2024, Still Woozy sort un album, un EP, plusieurs singles et onze clips, dont le premier est sorti en 2017. Gamsky préfère sortir de la musique le plus tôt possible et sort parfois une chanson le jour même où il a fini de la composer.
Le deuxième album de Still Woozy, Loveseat, est sorti le 28 juin 2024. L'album est annoncé peu de temps après la sortie le 22 mars de son premier single, "Shotput". Un deuxième single, "Again", est sorti le 19 avril.

## Albums
Le premier album de Still Woozy , If This Isn't Nice, I Don't Know What Is, sorti en 2021, contient 13 chansons.
Le titre de cet album est une citation de Kurt Vonnegut. Dans une interview accordée à The Village Voice en septembre 2021, Gamsky fait référence à Kurt Vonnegut et souligne l'importance de reconnaître les bons moments de la vie. Dans l'interview, Gamsky dit que l'annulation de sa tournée de 2020 en raison du COVID-19 a été la meilleure chose qui soit arrivée à son premier album, car cela lui a permis de « vraiment redoubler d'efforts et de le comprendre ».
Cet album présente également Gamsky sur la pochette de l'album au lieu de l'illustration précédente qui figurait auparavant sur cet album. Dans une interview de 2022, Gamsky déclare qu'il « voulait qu'il y ait une sorte de délimitation entre la pochette du single et celle de l'album ».
Gamsky produit lui-même son contenu musical, mais pour If This Isn't Nice, I Don't Know What Is, il demande l'aide de son ami Lars Stalfors. Bien que Stalfors ne joue d'aucun instrument, Gamsky déclare qu'il était utile d'avoir une « caisse de résonance ».
Still Woozy sort son deuxième album, Loveseat, le 28 juin 2024.

## Vie privée
Gamsky épouse sa petite amie de longue date, Amiya Kahn-Tietz, le dernier week-end de juillet 2022. Il déclare qu'elle était sa plus grande inspiration. Elle est l'artiste derrière les reprises des singles de Still Woozy. Le couple a eu un enfant, Shaia Blue Kahn-Fuglsang, le 20 décembre 2023.